# Casa Vaeza
La Casa Vaeza è un edificio storico della città di Montevideo in Uruguay. 

## Storia
L'edificio, progettato dall'ingegnere Luigi Andreoni, venne costruita nel 1887 per ospitare spazi residenziali e commerciali. Attualmente l’edificio, proprietà del Ministero dell’Educazione e della Cultura, funge da sede centrale del Partito Nazionale.
Dal 1986 è riconosciuto come Monumento Storico Nazionale.
All’inizio degli anni 1990 sono stati effettuati interventi di restauro sia all’interno sia all’esterno dell’edificio.

## Descrizione
L'edificio è situato lungo la Calle Juan Carlos Gómez e si affaccia sulla Plaza Matriz, nella Città Vecchia di Montevideo.
Ha una superficie complessiva di 460 metri quadrati, distribuiti su tre piani e un’altezza totale di 19 metri. La facciata presenta uno stile architettonico eclettico con influenze italiane.